# Luciana Aymar
Luciana Paula Aymar (Rosario, 10 agosto 1977) è un'ex hockeista su prato argentina, di ruolo attaccante.

## Carriera
Con la nazionale giovanile ha vinto i giochi panamericani nel 1997 e ha ottenuto il terzo posto ai mondiali dello stesso anno.
Con la nazionale maggiore, nella quale ha esordito nel 1998, ha vinto il Campionato Mondiale di hockey su prato nel 2002 e 2010, sei Champions Trophy (2001, 2008, 2009, 2010, 2012, 2014) i Giochi panamericani 1999, 2003 e 2007. Alle Olimpiadi ha vinto due medaglie d'argento (Sydney 2000), (Londra 2012) e due di bronzo (Atene 2004), (Pechino 2008). 
Già a sette anni giocava nel Fisherton Club di Rosario. Sei anni dopo è passata al Jockey Club de Rosario. Nel 1998 ha giocato nella squadra tedesca del Rot Weiss di Colonia, con la quale ha vinto la coppa dei campioni europea. Nel 1999 era al Real Club de Polo de Barcelona, dal 2000 è nel Quilmes e dal 2008-2011 è nel GEBA.
È stata eletta per otto volte (un record) migliore giocatrice di hockey su prato del mondo (2001, 2004, 2005, 2007, 2008, 2009, 2010, 2013). Per nove volte è stata scelta come migliore giocatrice del Champions Trophy (2000, 2001, 2003, 2004, 2005, 2008, 2010, 2012, 2014). Per le sue qualità tecniche è stata soprannominata "La Maga".
Inoltre è stata la portabandiera dell'Argentina durante la cerimonia di apertura dei Giochi della XXX Olimpiade.

## Palmarès
- Giochi olimpici

Sydney 2000: argento.
Atene 2004: bronzo.
Pechino 2008: bronzo.
Londra 2012: argento.
- Campionato mondiale

Perth 2002: oro.
Madrid 2006: bronzo.
Rosario 2010: oro.
L'Aia 2014: bronzo.
- Hockey Champions Trophy

Amstelveen 2001: oro.
Macao 2002: argento.
Rosario 2004: bronzo.
Quilmes 2007: argento.
Mönchengladbach 2008: oro.
Sydney 2009: oro.
Nottingham 2010: oro.
Amstelveen 2011: argento.
Rosario 2012: oro.
Mendoza 2014: oro.
- Giochi panamericani

Winnipeg 1999: oro.
Santo Domingo 2003: oro.
Rio de Janeiro 2007: oro.
Guadalajara 2011: argento.
- Coppa panamericana

Kingston 2001: oro.
Bridgetown 2004: oro.
Mendoza 2013: oro.